# Шорыкйол
Шорыкйол (луговомар. Шорыкйол, буквально «овечья нога», калька с чув. Сурхури) — марийский традиционный праздник, представляет собой комплекс обрядов, направленный на обеспечение благополучия семьи, хозяйства, увеличение числа будущего урожая, домашних животных.

## Празднование
Праздник начинался в пятницу (кугарня), за несколько дней до православного Рождества (Рошто), и продолжался всю неделю. Со временем сроки проведения Шорыкйол стали совпадать с Рождеством. Основные обрядовые действия выполнялись в первый день праздника. Этому дня сопутствовали различные приметы и поверья, предсказывающие погоду на весну и лето, запреты, гадания.
Распространённым обычаем у марийцев было сооружение снежных кучек (лум каван, шорыкйол каван) на озимом поле и на гумне в виде стогов с целью получения большого количества кладей хлеба. В один из дней праздничной недели в каждой семье устраивались моления в честь праздника Шорыкйол и духов—покровителей семьи, домашнего скота. Желанным событием праздничного досуга было посещение домов ряжеными (мӧчӧр, кара). В образах ряженых Васликува-кугыза («старик Василий и его старуха») марийцы видели предсказателей судьбы и свято верили в исполнение их предсказаний. Ряженые производили своеобразную проверку трудовой деятельности домохозяев, особое внимание обращали на выполнение и соблюдение утверждённых предками норм и правил семейной и хозяйственной жизни. Существенную роль во время праздника играла обильная обрядовая еда, символизировавшая плодородие земли, богатый урожай, благополучие в семье. В число обязательных блюд входили запечённая баранья голова (тага вуй), пельмени с мясом (шыл подкогыльо), блюда из конопляных семян, сладкие орешки из теста (шорыкйол пӱкш). Одним из интересных моментов во время праздника были девичьи угощения, называемые ӱдыр пура (девичье пиво), или ӱдырсий (девичий пир), устраиваемые девушками этнографической группы шымакшан марий. Угощение жителей селения в складчину, по поверью, играло важную роль в обеспечении счастливой жизни сельчан на весь год. Большое место в праздничной обрядности занимали игры. В доме модыш пӧрт (дом для игр) молодёжь играла в старинные игры сокыр—тага (слепой баран), ний кучен (лычки), туп перен (щелчки), а старики и дети проводили время за слушанием сказок, загадыванием загадок. В настоящее время многие элементы праздничной обрядности утратили свои традиционные черты, но праздник продолжает сохраняться и отмечается всеми этнографическими группами марийцев.